# Berlin Brettspiel Con

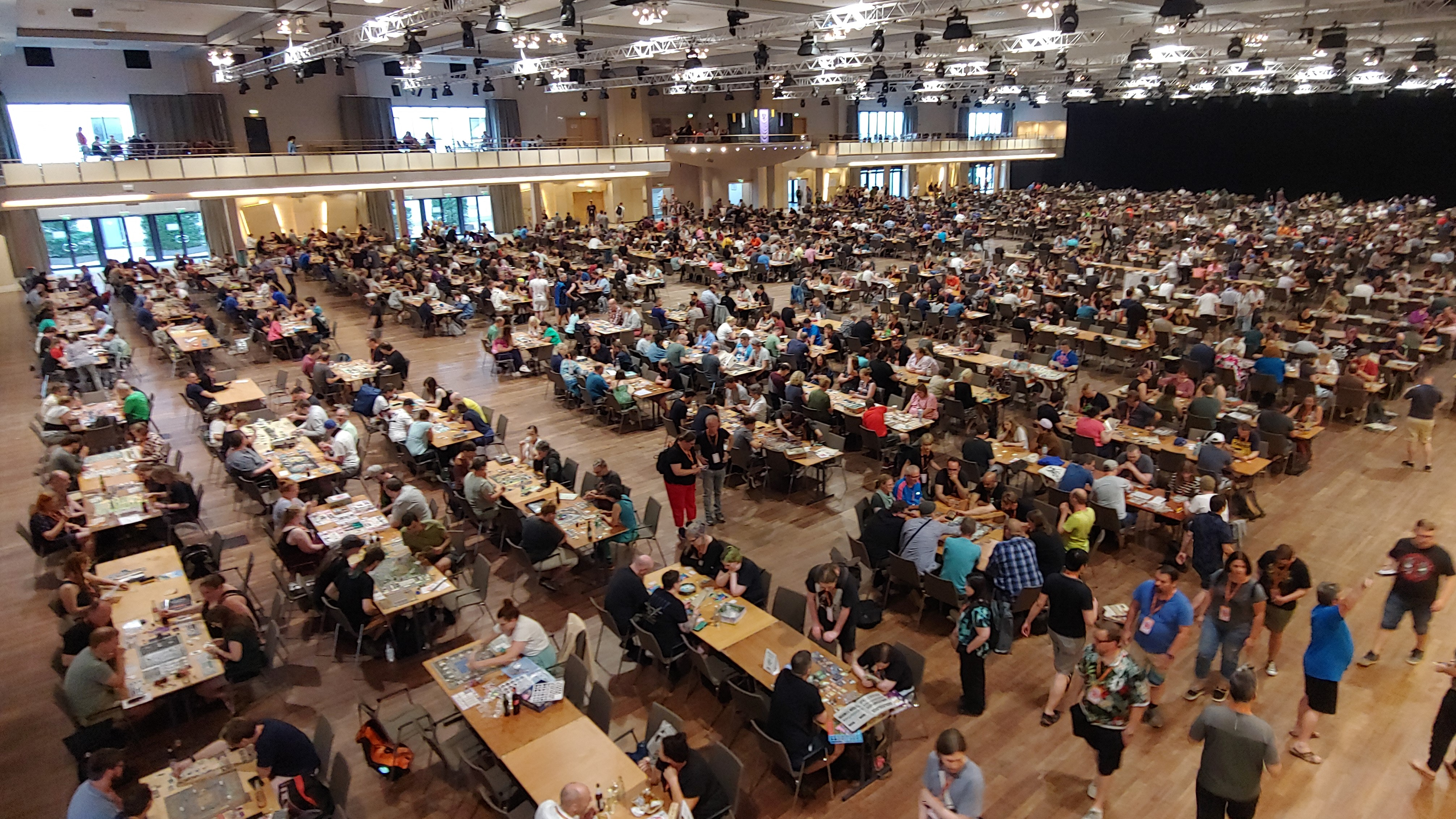
Blick in den Freispielbereich der Berlin Con

Die Berlin Brettspiel Con ist eine seit 2015 stattfindende Messe für Brett-, Karten- und Gesellschaftsspiele mit Convention-Charakter. Sie wurde von den Machern eines YouTube-Kanals ins Leben gerufen und findet jährlich im Sommer statt. Die Berlin Con wird mittlerweile von der Berlin Brettspiel Con Event GmbH geführt und findet seit 2024 im Berliner Estrel Convention Center statt. Nach Besucherzahlen ist sie die zweitgrößte Brettspielmesse Deutschlands.

## Charakter und Programm
Die Berlin Brettspiel Con wird sowohl getragen von ausstellenden Brettspiel-Verlagen wie auch der Begegnungsmöglichkeiten für Brettspiel-Begeistertete. Zu letzteren gehört insbesondere der Freispielspielbereich mit bis zu 2.000 Plätzen inkl. Spiele-Ausleihe. Des Weiteren gibt es einen Brettspiel-Flohmarkt, einen eigenen Ausstellungsbereich für Illustratoren und Zeichnerinnen, einen Kinderbereich, ein Bühnenprogramm wie auch eine sogenannte Prototypen-Galerie, in der neue Spiele-Autoren und Autorinnen die Möglichkeit bekommen, ihre Brettspiele mit Interessierten zu testen.
Das Kernprogramm ist am Samstag und Sonntag für Tagesgäste zugänglich. Publikum mit gesonderten Eintrittskarten können erweiterte Öffnungszeiten in Anspruch nehmen, was eine sog. „Game Night“ am Freitag- und Samstag-Abend mit einschließt.

## Entwicklung
Auf Grund eines stetigen Wachstums der Besucherzahlen hat die Berlin Con mehrfach ihren Standort gewechselt. Die Folgende Tabelle zeichnet diese Entwicklung nach. Die Zahlen sind den Angaben des Veranstalters entnommen.
| Jahr | Standort                           | Besucher                    | Aussteller                  | Fläche                      |
| ---- | ---------------------------------- | --------------------------- | --------------------------- | --------------------------- |
| 2015 | Evangelische Schule Friedrichshain | 300                         | 5                           | 200 m²                      |
| 2016 | Alte Münze                         | 1.700                       | 17                          | 700 m²                      |
| 2017 | Kühlhaus                           | 3.000                       | 34                          | 2.400 m²                    |
| 2018 | Kühlhaus                           | 5.000                       | 44                          | 3.800 m²                    |
| 2019 | STATION                            | 10.000                      | 80                          | 7.700 m²                    |
| 2020 | pandemiebedingt ausgefallen        | pandemiebedingt ausgefallen | pandemiebedingt ausgefallen | pandemiebedingt ausgefallen |
| 2021 | STATION                            | 4.200                       | 40                          | 5.500 m²                    |
| 2022 | STATION                            | 12.400                      | 80                          | 10.200 m²                   |
| 2023 | STATION                            | 15.000                      | 85                          | 12.700 m²                   |
| 2024 | Estrel Convention Center           | 16.000                      | 91                          | 14.000 m²                   |

## Besonderheiten
- Der Zeitpunkt der Berlin Brettspiel Con orientiert sich an dem Wochenende der Verleihung zum Spiel des Jahres.
- Der Flohmarkt ist nach Selbstangabe der weltweit größte seiner Art.
- Aus der Spieleausleihe hat sich 2022 der Verein Blick aufs Brett gegründet, der die Ausleihe von Brettspielen auch auf anderen Veranstaltungen ermöglicht.
- Neben einem verbindenden Gesamt-Logo wird jedes Jahr ein eigenes Veranstaltungslogo von wechselnden Künstlern oder Künstlerinnen illustriert.